# مزارع شبعا

مزارع شبعا

مزارع شبعا هي منطقة تقع على الحدود بين لبنان وهضبة الجولان التي كانت الحدود اللبنانية السورية قبل يونيو 1967 واليوم هي الحدود بين لبنان والجزء من الجولان المحتل من قِبل إسرائيل. يمرّ الخط الأزرق الذي رسمته هيئة الأمم المتحدة عام 2000 على جبل السماق وشمالي قمة جبل روس حيث يبقى معظم منطقة مزارع شبعا، (25 كم مربع تقريبا) جنوبا له. رغم مطالبة لبنان بممارسة السيادة على عموم هذه المنطقة، لم تفرض الأمم المتحدة حتى الآن الانسحاب منه على إسرائيل، لاعتباره جزء من سوريا الخاضع لسيطرة إسرائيلية حسب اتفاقية فك الاشتباك بين سوريا وإسرائيل. وما زالت قضية مزارع شبعا تثير العديد من المشاكل والآراء والمناقشات بشأن السيادة عليها.
النطاق الجغرافي لمنطقة مزارع شبعا غير محدود بدقة. مع ذلك يمكن القول إنها تمتد طوليا بحدود 24 كم ويتراوح عرضها بين 13 و14 كم. تقع المنطقة على منحدرات وتلال وبعض السهول والهضاب وتتدرج من علو 1200 متر عن سطح البحر كمزرعة برختا وصولا إلى مزرعة المعز التي تنخفض لتوزاى مستوى سطح البحر. تسيطر إسرائيل حاليا على 12 مزرعة مهجورة تقع بين جبل السماق وجبل روس من شمال ووادي العسل من جنوب.

## تأريخ رسم الحدود
تم رسم الحدود اللبنانية السورية في 1921 من قبل فرنسا التي قررت تقسيم منطقة الانتداب التي منحتها عصبة الأمم إلى منطقتي سوريا ولبنان. وكانت الحدود تُرسم بشكل غير دقيق إذ كان كلا البلدان برعاية فرنسية حتى استقلالهما في 1943 (لبنان) و1946 (سوريا).
حسب خارطة فرنسية من مارس 1932 يبدو أن منطقة مزارع شبعا جزء من لبنان، ولكن حسب خارطة فرنسية من 1946 يبدو أن المنطقة جزء من سوريا. بالفعل كانت المنطقة تخضع للإدارة السورية منذ استقلال سوريا وحتى احتلال هضبة الجولان من قبل إسرائيل في حرب 1967.
مسار الحدود اللبنانية الجنوبية غير واضح حتى حسب الخرائط الواردة في موقع الجيش اللبناني، حيث تشير إحداها إلى منطقة مزارع شبعة كواقعة جنوبي الحدود  بينما تشير أخرى إلى المنطقة كواقعة شمالي الحدود.
في الإحصاء السكاني التي نشرته سوريا في 1960 ترد قائمة 12 من مزارع شبعا مع عدد سكان كل منها كأنها بلدات سورية. هذه المزارع ال12 تقع حاليا جنوبي «الخط الأزرق». حسب هذه القائمة تنتمي المزارع إلى قرية غجر ما عدا مغر شبعا (أو مغر شبيعة) التي تعتبر قرية مستقلة.
المزارع الواردة في القائمة السورية من 1960:
| اسم المزرعة        | برختا | خلة غزالة | رمتا | ربعا | مراح الملول | فشكول | قفوة | قرن | كفر دورة | زبدين | جورة العقارب | مغر شبيعة |
| عدد السكان في 1960 | 99    | 10        | 142  | 75   | 13          | 358   | 51   | 33  | 378      | 18    | غير متوفرة   | 244       |

وفي حرب أكتوبر 1973 احتلت إسرائيل مرتفعات كفرشوبا من جانبها السوري والأراضي الزراعية الآتية: النقار وبركتها، الشحل، السواقـى وجورة العليق، إلا أنها انسحبت منها بعد توقيعها على اتفقية الهدنة مع سوريا عام 1974.
في 1978 اجتاح الجيش الإسرائيلي الحدود اللبنانية في إطار ما سمي بعملية الليطاني، وحدث هذا الاجتياح في ظل الحرب الأهلية في لبنان واستيلاء منظمة التحرير الفلسطينية على مناطق واسعة جنوبي نهر الليطاني. إثر الاجتياح الإسرائيلي في 1978 أعلن مجلس الأمن التابعة للأمم المتحدة قرار 425 الذي يطالب إسرائيل بالانسحاب من الأراضي اللبنانبة. انسحبت إسرائيل من الجنوب اللبناني بعد 3 أشهر، ثم غزت لبنان ثانية في يونيو 1982. منذ ذلك الحين وحتى عام 2000 سيطر الجيش الإسرائيلي على كلي جانبي الحدود اللبنانية الجنوبية.
في أبريل 2000 أعلنت الحكومة الإسرائيلية استعدادها لأداء قرار 425 وأبلغت الأمين العام للأمم المتحدة بذلك. لهذه الغاية أرسل الأمين العام بعثة خاصة لرسم الحدود اللبنانية الجنوبية، ويشار إلى هذا الخط في خارطة الأمم المتحدة باسمين: «الخط الأزرق» أو «خط الانسحاب». حسب تعليمات الأمم المتحدة تمرّ الحدود شمالي مزارع شبعة، حيث تكون المزارع جزءا من هضبة الجولان. لذلك لم تطالب الأمم المتحدة إسرائيل بالانسحاب منها إذ تعتبر مصيرها خاضع لحل مستقبلي للنزاع الإسرائيلي السوري.
أما حكومة لبنان ومنظمة حزب الله اللبنانية فأعلنتا أنهما تعتبران مزارع شبعا أرضا لبنانية محتلة.
في تقرير الأمين العام للأمم المتحدة بشأن الانسحاب الإسرائيلي من الجنوب اللبناني، صدر في 22 مايو 2000  يقال: «وفي 15 أيار/مايو 2000، تلقت الأمم المتحدة خريطة مؤرخة 1966، من حكومة لبنان تعكس موقف الحكومة بأن هذه المزارع كانت واقعة داخل لبنان. غير أن في حوزة الأمم المتحدة 10 خرائط أخرى أصدرتها، بعد عام 1996، مؤسسات حكومية لبنانية، منها وزارة الدفاع والجيش، وجميعها تضع المزارع داخل الجمهورية العربية السورية. وقد قامت الأمم المتحدة أيضا بدراسة ست خرائط أصدرتها حكومة الجمهورية العربية السورية، منها ثلاث خرائط تعود إلى عام 1966، تضع المزارع داخل الجمهورية العربية السورية.» (بند رقم S/2000/460, 17)

## قرار مجلس الأمن 1701
في قرار مجلس الأمن الدولي رقم 1701 من 13 أغسطس (آب) 2006، والذي أمر بوقف العمليات القتالية بين منظمة حزب الله اللبنانية وإسرائيل، دعا مجلس الأمن كل من إسرائيل ولبنان إلى احترام الخط الأزرق الذي تم ترسيمه في مايو (أيار) 2000. مع ذلك، طلب مجلس الأمن إلى الأمين العام للأمم المتحدة بحث قضية مزارع شبعا واقتراح طرقات لحل المشكلة (بند رقم 10 من القرار).
في تقرير لمجلس الأمن من 12 سبتمبر (أيلول) 2006 بشأن تطبيق قرار 1701، أكد الأمين العام أن حل قضية مزارع شبعا تلزم التوصل إلى اتفاق لبناني سوريي بشأن ترسيم الحدود الدولي بينهما، مشيرا إلى التزام قدم له الرئيس السوري بشار الأسد بالاجتماع برئيس الوزراء اللبناني فؤاد السنيورة لمباحثة الموضوع (بند رقم 45 في التقرير). ويذكر الأمين العام في هذا التقرير مسارا بديلا لحل المشكلة اقترحه رئيس الوزراء اللبناني والذي يضم نقل منطقة مزارع شبعا وتلال كفر شوبا لرعاية الأمم المتحدة حتى توضح السيادة عليها. غير أن الأمين العام يشير إلى أن النطاق الجغرافي لمنطقة مزارع شبعا غير محدود بدقة مما يعرقل تطبيق هذا الحل (بند رقم 46).
وفي تقرير آخر بشأن تطبيق قرار 1701 قدمه الأمين العام لمجلس الأمن في 30 أكتوبر 2007، أعلن الأمين العام أنه عين خبيرا خاصا برسم الخرائط لدرس قضية النطاق الجغراف لمنطقة مزارع شبعا، وأن هذا الخبير قد وصل إلى تنائج أولية:
«وبناء على المعلومات المتاحة، خلص مؤقتا رسام الخرائط الأقدم إلى أن منطقة مزارع شبعا تمتد نحو الشمال الشرقي من قرية مغر شبعا ونحو الشمال الغربي من وادي العسل. وبالتالي، من الممكن التأكيد أن استعراض الأدلة الأخيرة وتحليلها يمكن أن يشكل أساسا لوضع تحديد مؤقت للنطاق الجغرافي لمنطقة مزارع شبعا على النحو التالي: تبدأ من النقطة الفاصلة للخط الفرنسي لعام 1920 الواقع جنوب قرية المجيدية مباشرة؛ وتمتد من هناك نحو الجنوب الشرقي على طول حدود عام 1946 لمغر شبعا إلى أن تصل إلى محور وادي العسل؛ ومن هناك تتبع محور الوادي نحو الشمال الشرقي إلى أن تصل إلى قمة الجبل الواقع شمال قرية مزرعة برعشيت السابقة وتتصل بخط عام 1920». (تقرير رقم S/2007/641، بند 58)
وذكر الأمين العام في هذا التقرير أن لبنان قدم له ملفا من الخرائط والوثائق لإثبات مطالبتها بمنطقة مزارع شبعا ردّاً على طلبه بذلك، وأن إسرائيل وافقت على تمكين رسام الخرائط من زيارة المنطقة، وقد قام رسام الخرائط بزيارتها في 5 سبتمبر 2007. أما سوريا فلم تردّ على طلب الأمين العام بتقديم معلومات عن هذا الموضوع حسب التقرير (بنود 54-56).

## قائمة بأسماء مزارع شبعا

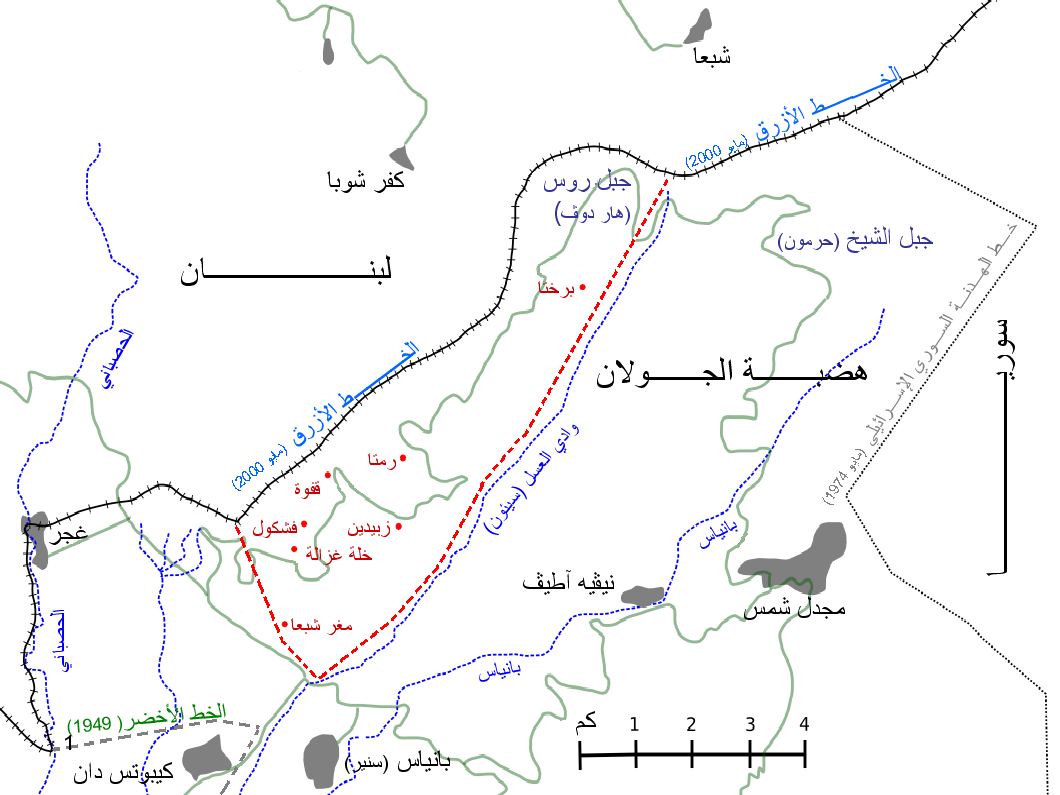
خارطة مفصلة لمنطقة مزارع شبعا

مزارع شبعا الواقعة جنويي «الخط الأزرق» تضم 13 مزرعة، جميعها مهجورة. أسماؤها كالتالي:
- مراح الملول
- برختــا
- كفـر دورة
- بيت البـراق
- الربعـة
- المشهـد
- رمتـا (أو رمثا)
- قفـوة
- زبدين
- خلـة غـزالة
- القـرن
- فشكول
- المعـز